# Phytoecia parvula
Phytoecia parvula là một loài bọ cánh cứng trong họ Cerambycidae.